# 1896 en arts plastiques
| Années des arts plastiques : 1893 - 1894 - 1895 - 1896 - 1897 - 1898 - 1899    |
| Décennies des arts plastiques : 1860 - 1870 - 1880 - 1890 - 1900 - 1910 - 1920 |

Cette page concerne l'année 1896 en arts plastiques.

## Œuvres
- Séparation, par Edvard Munch

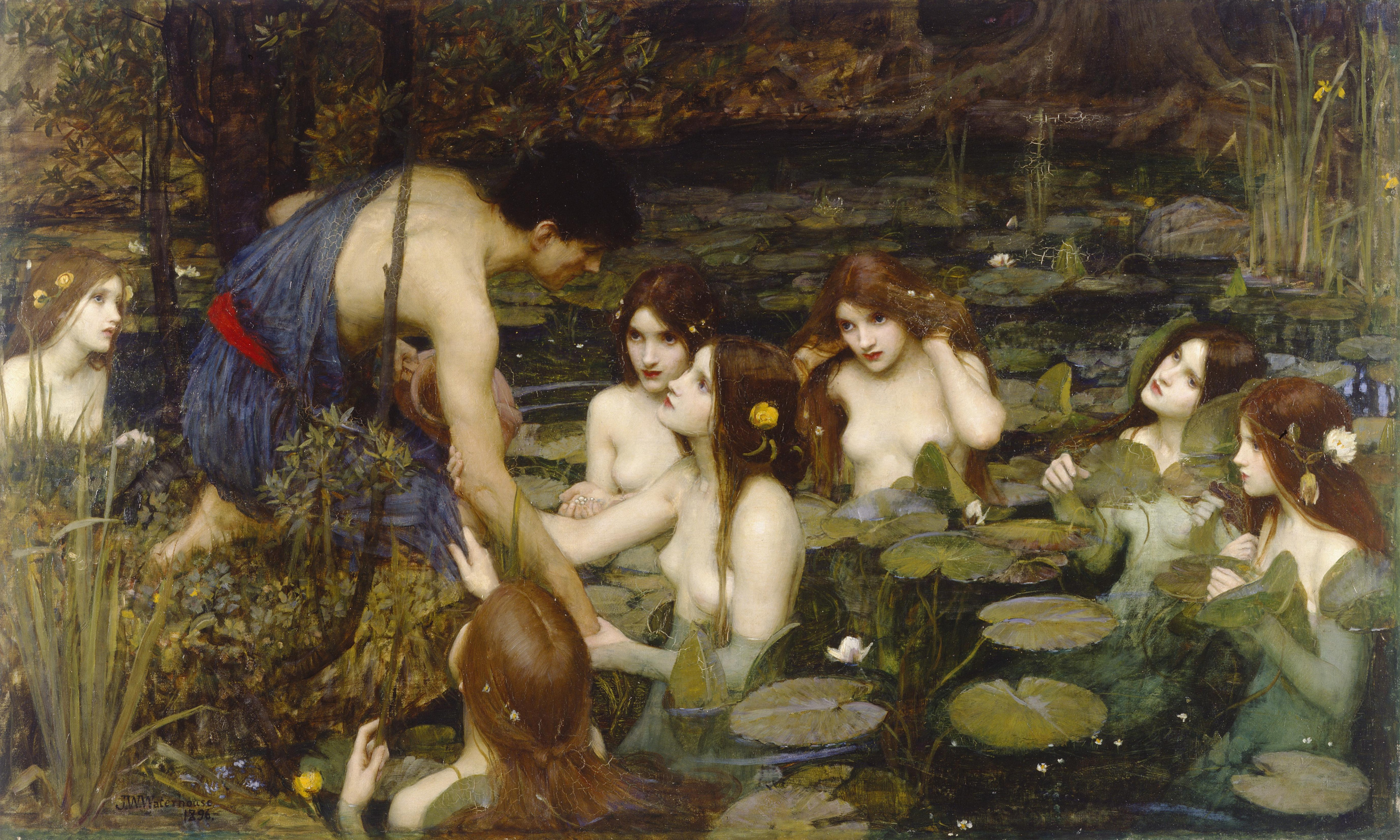
Hylas et les Nymphes, John William Waterhouse.

- La Couture de la voile, par Joaquín Sorolla
- Matin, temps gris, Rouen, par Camille Pissarro
- Miranda en La Carraca, par Arturo Michelena
- La Petite Blanchisseuse, par Pierre Bonnard
- Plage de la Barceloneta, par Pablo Picasso

## Naissances
- 4 janvier : André Masson, peintre, graveur, illustrateur et décorateur de théâtre français († 28 octobre 1987),
- 14 janvier :
  - Sever Burada, peintre impressionniste roumain († 3 septembre 1968),
  - Pierre Farrey, peintre et décorateur français († 14 septembre 1987),
  - Karel Svolinský, peintre, illustrateur et scénographe austro-hongrois puis tchécoslovaque († 16 septembre 1986),
- 18 janvier :
  - Émile Flamant, peintre et fresquiste français († 12 septembre 1975),
  - Joseph Inguimberty, peintre français († 8 octobre 1971),
- 22 janvier : Sava Šumanović, peintre serbe puis yougoslave († 30 août 1942),
- 23 janvier : Paul Jacoulet, peintre et graveur français († 9 mars 1960),
- 24 janvier : Gojmir Anton Kos, peintre, photographe et enseignant austro-hongrois puis yougoslave († 22 mai 1970),
- 18 février : Jēkabs Kazaks, peintre letton († 30 novembre 1920),
- 21 février : Jean Chapin, peintre et lithographe français († 24 mai 1994),
- 24 février : Jen Leroy, peintre et sculpteur belge († 8 décembre 1939),
- 26 février : Fernando Leal, peintre et graveur mexicain († 7 octobre 1964),
- 28 février : Jean Villeri, peintre français d'origine italienne († 29 avril 1982),
- ? février : Pierre Albert Génolhac, peintre français († juin 1964),
- 2 mars : Paul Mansouroff, peintre russe puis soviétique de l'avant-garde russe et du suprématisme († 2 février 1983),
- 7 mars : Richard Maguet, peintre français († 16 juin 1940),
- 8 mars :
  - Olga Choumansky, décoratrice de théâtre et de cinéma, dessinatrice, peintre et costumière roumaine († 1971),
  - Jean Dehelly, peintre et acteur français († 1er août 1964),
- 12 mars : Herbert Theurillat, peintre, graveur et dessinateur suisse († 15 décembre 1987),
- 21 mars : Geneviève Bouts Réal del Sarte, peintre française († 17 septembre 1974),
- 29 mars : Dominique Frassati, peintre français († 10 juillet 1947),
- 3 avril : Józef Czapski, peintre, écrivain, essayiste et critique d'art polonais († 12 janvier 1993),
- 16 avril : Ettore Colla, peintre et sculpteur italien († 1968),
- 19 avril : Niklaus Stoecklin, peintre et graphiste suisse († 31 décembre 1982),
- 28 avril :
  - Gérard Schneider, peintre suisse naturalisé français († 8 juillet 1986),
  - Romans Suta, peintre letton († 14 juillet 1944),
- 3 mai : Robert Mermet, sculpteur français († 11 octobre 1988),
- 6 mai : Sigmund Menkès, peintre austro-hongrois puis polonais († 20 août 1986),
- 11 mai : Filippo De Pisis, peintre italien († 2 avril 1956),
- 12 mai : Baucis de Coulon, peintre suisse († 16 janvier 1983),
- 16 mai : Jeanne Coppel, peintre française († 1er novembre 1971),
- 17 mai : Nadejda Leontievna Benois, peintre, illustratrice, graphiste et décoratrice de théâtre russe puis soviétique († 8 décembre 1974),
- 3 juin : Robert-Auguste Jaeger, peintre français († 7 août 1983),
- 7 juin : René Rodes, peintre français († 9 janvier 1971),
- 20 juin : Jenny-Laure Garcin, peintre, réalisatrice et critique d'art française († 19 septembre 1978),
- 24 juin : Pierre De Maria, peintre franco-suisse († 24 janvier 1984),
- 1er juillet : Robert Lanz, peintre, enlumineur et illustrateur français († 24 décembre 1965),
- 13 juillet : Mordecai Ardon, peintre israélien († 18 juin 1992),
- 19 juillet : Frédéric Luce, peintre français († 1er juillet 1974),
- 24 juillet : Jean Viollier, peintre suisse († 19 mai 1985),
- 18 août : Jean Labasque, essayiste, peintre et graveur français († 5 septembre 1978),
- 22 août : Pierre Abadie-Landel, peintre, graveur et céramiste français († 23 septembre 1972),
- 24 août : Atanasio Soldati, peintre italien († 27 août 1953),
- 28 août : Antoine Marius Gianelli, peintre français († 23 mars 1983),
- 20 septembre : René Rimbert, peintre français († 14 mars 1991),
- 22 septembre : Veno Pilon, peintre expressionniste, designer et photographe austro-hongrois puis yougoslave († 23 septembre 1970),
- 25 septembre :
  - Maurice Ehlinger, peintre français († 26 août 1981),
  - Theodore van Elsen, peintre, graveur et illustrateur français († 16 janvier 1961),
- 27 septembre : Tymofiy Boïtchouk, peintre ukrainien († 13 juillet 1922),
- 6 octobre : Albert Váradi, peintre et aquafortiste hongrois († 21 mai 1925),
- 27 octobre : Gustave Hervigo, peintre français († 21 mai 1993),
- 11 novembre : Victor Arnautoff, peintre russe, soviétique puis américain († 22 mars 1979),
- 13 novembre :
  - André Fau, peintre, parolier et poète français († 31 janvier 1982),
  - Thérèse Ott, peintre française († 7 décembre 1980),
- 16 novembre : Guy Dezaunay, peintre et dessinateur français († 30 mai 1964),
- 21 novembre :
  - Jean Étienne Laget, peintre français († 15 janvier 1990),
  - Claude Rémusat, peintre français († 8 avril 1982),
- 27 novembre : Émilien Dufour, peintre et illustrateur français († 27 mai 1975),
- 1er décembre : Gaston Suisse, dessinateur, peintre, laqueur et décorateur français († 7 mars 1988),
- 3 décembre : Xavier Guerrero, peintre mexicain († 29 juin 1974),
- 6 décembre : Ossip Lubitch, peintre russe puis soviétique († 27 novembre 1990),
- 15 décembre : Paul Citroen, peintre, dessinateur et photographe néerlandais († 13 mars 1983),
- 16 décembre :
  - Lucie Bouniol, peintre et sculptrice française († 31 janvier 1988),
  - René-Marie Castaing, peintre français († 9 décembre 1943),
- 19 décembre : Violette Milliquet, peintre, graveuse et enseignante suisse († 17 décembre 1982),
- 23 décembre : Johan Dijkstra, peintre, vitrailliste et graveur néerlandais († 21 février 1978),
- 29 décembre : David Alfaro Siqueiros, peintre et militaire mexicain († 6 janvier 1974),
- 30 décembre : Eugène Ebiche, peintre polonais († 7 mars 1987),
- 31 décembre : David Seifert, peintre russe puis soviétique († 18 janvier 1980),
- ? :
  - Madeleine Berly-Vlaminck, peintre française († 1953),
  - Richard Chanlaire, peintre français († 1973),
  - Polia Chentoff, peintre, illustratrice, graveuse et sculptrice russe puis soviétique († 21 mars 1933),
  - Paul End, peintre français († 1973),
  - Zygmund Schreter, peintre français d'origine polonaise († 1977).

## Décès
- 5 janvier : Francesco Saverio Altamura, peintre italien (° 5 août 1822),
- 6 janvier : Joseph Suchet, peintre de marines français (° 28 juillet 1824),
- 9 janvier : Guillaume Vogels, peintre belge (° 9 juin 1836),
- 24 janvier : Désiré François Laugée, peintre naturaliste et poète français (° 25 janvier 1823),
- 25 janvier :
  - Frederic Leighton, peintre et sculpteur britannique (° 3 décembre 1830),
  - Vicente Palmaroli, peintre espagnol (° 1834),
- 2 février : Vincenzo Petrocelli, peintre italien (° 6 juillet 1823),
- 4 février : Alexandre Frédéric Cogez, sculpteur sur bois français († 5 septembre 1837),
- 5 mars : Évariste de Valernes, peintre français (° 24 juin 1816),
- 18 mars : Camille Rogier, peintre et illustrateur français (° 1er février 1810),
- 4 avril : Ernest Ange Duez, peintre, illustrateur, pastelliste et aquarelliste français (° 7 mars 1843),
- 22 avril : Mårten Eskil Winge, peintre suédois (° 21 septembre 1825),
- 14 mai : Évariste-Vital Luminais, peintre français (° 13 octobre 1821),
- 24 mai : Joseph-Victor Ranvier, peintre de genre et portraitiste français (° 9 juillet 1832),
- 16 juin Anton Ebert, peintre autrichien (° 29 juin 1845)
- 23 juin : Hamilton Macallum, peintre écossais († 22 mai 1841),
- ? juin : Pierre-Adrien-Pascal Lehoux, peintre d'histoire français (° 9 août 1844),
- 2 juillet : Joanny Domer, peintre français (° 8 août 1833),
- 4 août : Léo Drouyn, architecte, archéologue, peintre, dessinateur et graveur français (° 12 juillet 1816),
- 13 août : John Everett Millais, peintre britannique (° 8 juin 1829),
- 23 août : Gioacchino Pagliei, peintre italien (° 1852),
- 7 septembre : François Vernay, peintre français (° 1er novembre 1821),
- 13 septembre : Charles Marionneau, peintre paysagiste, historien de l'art et archéologue français (° 18 août 1823),
- 20 septembre : Félix Benoist, peintre, dessinateur et lithographe français (° 15 avril 1818),
- 24 septembre : Emmanuel Benner, peintre français (° 28 mars 1836),
- 3 octobre : William Morris, peintre, écrivain et designer textile britannique (° 24 mars 1834),
- 24 octobre : Hippolyte Lavoignat, graveur sur bois et peintre français (° 25 janvier 1813),
- 27 octobre : Alexeï Bogolioubov, peintre de marines russe (° 28 mars 1824),
- 29 octobre : Jan Verhas, peintre belge (° 9 janvier 1834),
- 9 novembre :
  - Émile Delperée, peintre belge (° 15 septembre 1850),
  - Napoléon Sarony, lithographe et photographe canadien (° 5 mars 1821),
- 11 novembre : Félix Lionnet, peintre français (° 15 décembre 1832),
- 27 novembre : Étienne-Antoine Parrocel, peintre et écrivain français (° 11 octobre 1817),
- 7 décembre : Luis Ricardo Falero, peintre espagnol (° 23 mai 1851).

- Date précise inconnue ou non renseignée :
  - Louis Chicot, sculpteur français (date de naissance inconnue),
  - Giovanni Battista Garberini, peintre et sculpteur italien (° 1819).